# Мицик (Габон)
Мицик (фр. Mitzic) — город в провинции Волё-Нтем, в северной части страны, находящийся в 240 км к востоку от столицы Либревиля. Административный центр департамента Окано. Мицик расположен на высоте 583 метров над уровнем моря. Город имеет историческое значение благодаря Габонской операции, начавшейся отсюда: в октябре 1940 года войска Свободной Франции из Камеруна взяли Мицик, в результате чего Вишистская Франция стала терять контроль над Габоном.

## Население
Население 16630 человек (по данным переписи 2013 года).